# Charles Howard (11e duc de Norfolk)
Pour les articles homonymes, voir Charles Howard et Howard.
Charles Howard, 11e duc de Norfolk, est un noble anglais, d'une ligne cadette, issue du 4e duc, né le 15 mars 1746 et mort le 16 décembre 1815.

## Biographie
Il abandonna le Catholicisme en 1780, afin de pouvoir porter le titre de comte-maréchal d'Angleterre (office héréditaire dans sa famille), entra aux Communes en 1780, fit de l'opposition au ministère de lord North et fut pour beaucoup dans sa chute. Il combattit Rockingham, Shelburne et Pitt, qui voulaient faire la guerre à la France; mais, une fois la guerre adoptée, il se joignit au ministère pour qu'elle fût faite le mieux possible. Il mourut en 1815, sans postérité, et le titre de duc de Norfolk passa à un parent éloigné, également issu du 4e duc de Norfolk.